# Сидоров, Валентин Фёдорович
Валентин Фёдорович Сидоров (1925—1975) — советский футболист, нападающий.

## Биография
Начало карьеры провёл в Ленинграде. В 1946 году играл в «Спартаке», в 1947 году перешёл в «Зенит»; в том сезоне сыграл два матча, в следующем — 16. В 1949 году перешёл в «Судостроитель». В 1950 году забил три гола в 11 матчах за дубль московского «Динамо». В 1950—1951 годах выступал в составе таллинского «Калева», забил 5 голов. Далее выступал за команды класса «А» «Динамо» Минск (1952) и «Локомотив» Москва (1953).